# 메추리알

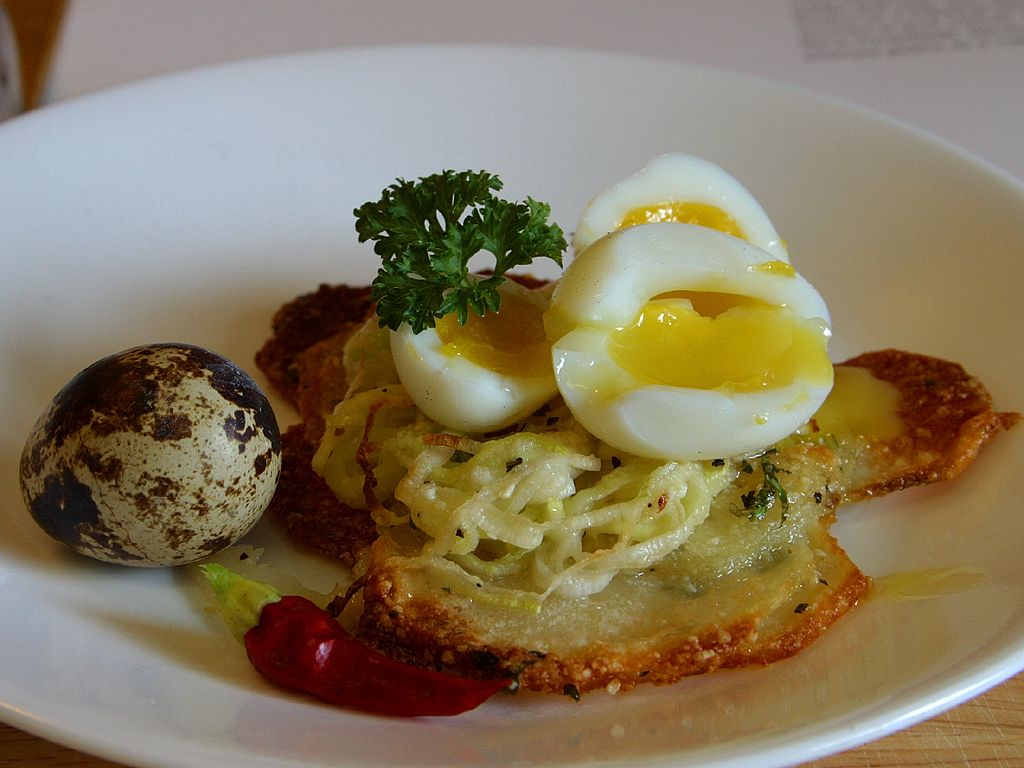
감자로 만든 갈레트와 같이 담긴 메추리알

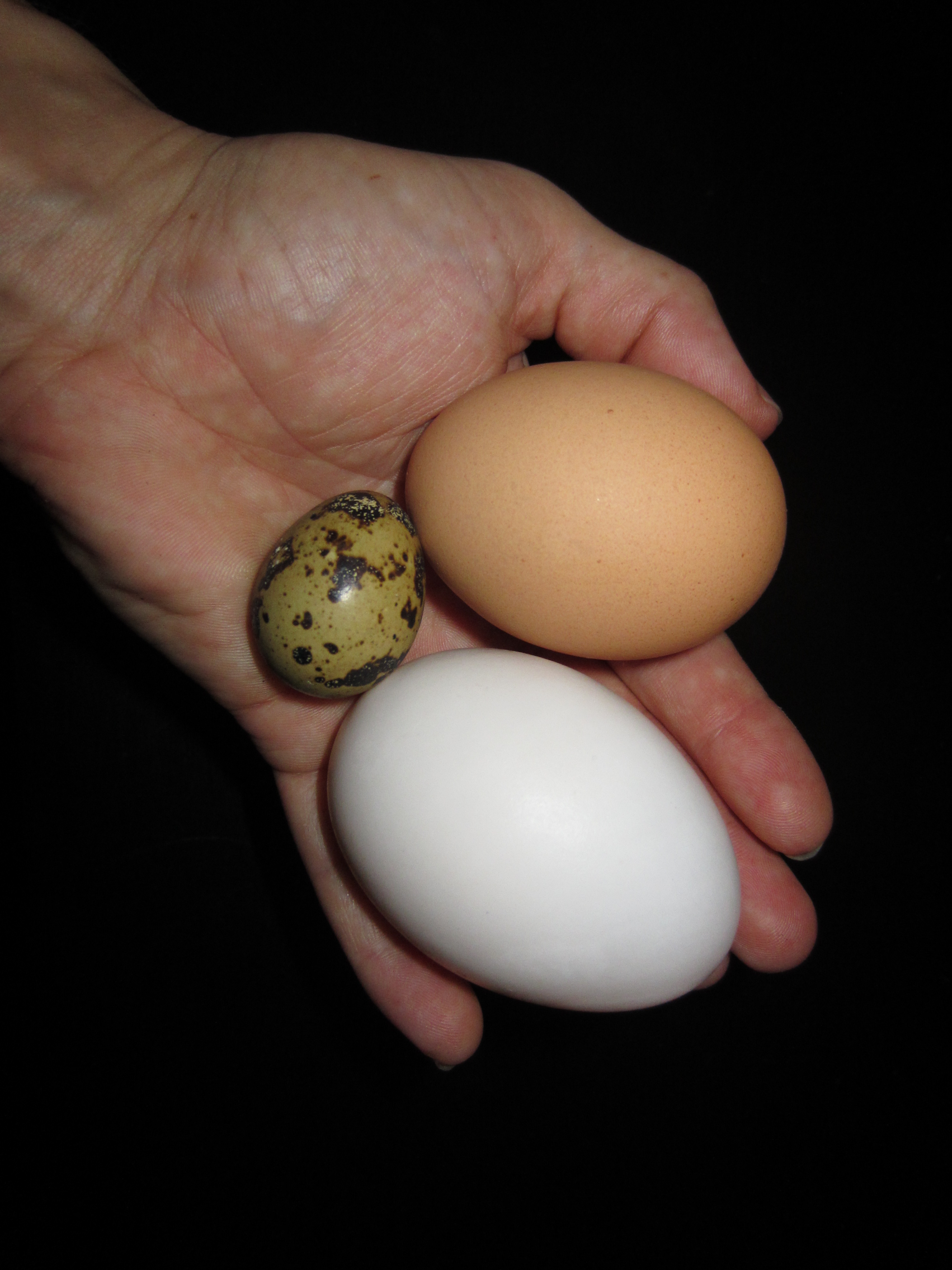
달걀, 오리의 알과 비교한 메추리알 (메추리알이 가장 작다.)

메추리알은 메추라기류의 알이다. 아시아, 유럽, 북아메리카 등지에서 다양한 방식으로 음식으로 사용되고 있다. 한국에선 주로 달걀보다 작은 알이 필요할 때, 예로 장조림, 샐러드 등에 사용된다. 그러나 무게나 크기에 비해서는 단가가 비싸며, 맛이 좋은 것으로 알려져 있다.

## 같이 보기
- 새알